# HD 139129
HD 139129，又名CD-51 9324，SAO 242793、HR 5798，是一颗恒星，视星等为5.44，位于銀經326.99，銀緯2.5，其B1900.0坐标为赤經15h 31m 23.4s，赤緯-52° 2.5′ 34″。